# Bruschghorn
Bruschghorn är en bergstopp i Schweiz.   Den ligger i regionen Surselva och kantonen Graubünden, i den östra delen av landet, 150 km öster om huvudstaden Bern. Toppen på Bruschghorn är 3 056 meter över havet, eller 578 meter över den omgivande terrängen. Bredden vid basen är 15,7 km.
Terrängen runt Bruschghorn är huvudsakligen bergig. Närmaste större samhälle är Thusis, 12,5 km nordost om Bruschghorn. 
Trakten runt Bruschghorn består i huvudsak av gräsmarker. Runt Bruschghorn är det mycket glesbefolkat, med 6 invånare per kvadratkilometer.